# Большие Ясырки (Панинский район)
Большие Ясырки — посёлок в Панинском районе Воронежской области России.
Входит в состав Перелёшинского городского поселения.

## География
Посёлок расположен в восточной части Перелешинского городского поселения, на вершине Большого Бабьего лога.
В нём имеется шесть улиц — Гагарина, Лермонтова, Садовая, Степная, Толстого и Чапаева.

## История
Основан в первые десятилетия XX века переселенцами из одноимённого села Бобровского уезда, ныне Большие Ясырки (Аннинский район). Первоначально назывался Большими Ясырскими Выселками. Во времена СССР (в 1977 году) институтом «Воронежколхозпроект» был выполнен проект планировки и застройки посёлка.

## Население
| 2000 | 2005 | 2010 |
| ---- | ---- | ---- |
| 281  | ↘272 | ↘223 |

### Известные люди
В посёлке родился Герой Социалистического Труда Бозюков М. И.